# Comité Olímpico de São Tomé e Príncipe
Das Comité Olímpico de São Tomé e Príncipe (COSTP) ist das Nationale Olympische Komitee (NOK) des afrikanischen Inselstaats São Tomé und Príncipe. Es residiert im Palácio dos Pioneiros im Bairro Quinta de Santo Antonio, einem Stadtteil der Hauptstadt São Tomé.
Präsident der COSTP ist João Manuel da Costa Alegre Afonso (Stand 2014).
Das CPSTP ist Mitglied im Verband der afrikanischen NOK, der ANOCA, und in der Vereinigung der Portugiesischsprachigen Olympischen Komitees, der ACOLOP.

## Geschichte
Das Land war seit seiner Besiedlung ab 1471 eine portugiesische Kolonie und hatte daher keine eigene olympische Vertretung, bis zu seiner Unabhängigkeit 1975. Das NOK des jungen Staates wurde 1979 gegründet. 1993 erfolgte die Anerkennung durch das Internationale Olympische Komitee (IOC). Seit den Olympischen Sommerspielen 1996 nahm das Land an allen Sommerspielen teil. Ein Medaillengewinn ist ihm dabei noch nicht gelungen. Zu Winterspielen entsandte das Land bisher keine Athleten. (Stand jeweils 2014)
Das COSTP gehörte 2004 zu den Gründungsmitgliedern der ACOLOP. Seither nahm das Land an allen Jogos da Lusofonia teil, den von der ACOLOP veranstalteten Spielen der Gemeinschaft der Portugiesischsprachigen Länder. Seinen erfolgreichsten Auftritt hatte São Tomé und Príncipe bei den Jogos da Lusofonia 2009, wo es sieben Medaillen errang, darunter seine erste Goldmedaille.

## Mitglieder
Dem COSTP sind die wichtigsten Sportverbände des Landes angeschlossen. Dazu gehören insbesondere:
- Federação Santomense de Atletismo (Leichtathletikverband)
- Federação Santomense de Basquetebol (Basketballverband)
- Federação Santomense de Ciclismo (Radsportverband)
- Federação Santomense de Canoagem e Surf (Kanusport- und Surfverband)
- Federação Santomense de Futebol (Fußballverband)
- Federação Santomense de Taekwondo (Taekwondo-Verband)
- Federação Santomense de Voleibol (Volleyballverband)